# Бастильский вокзал
Бастильский вокзал (фр. Gare de la Bastille, Gare de Paris-Bastille) — железнодорожный вокзал на площади Бастилии, работавший в 1859—1969 годах. Связывал Париж с пригородами Бри-комт-робер и Вернёй-ль Эталь. Имел 6 железнодорожных путей. Закрыт в 1969, после чего здание использовалось как площадка для различных выставок. В 1984 здание было снесено для строительства оперы.